# Kanton Taisha
Der Kanton Taisha befindet sich in der Provinz Morona Santiago im Südosten von Ecuador. Er besitzt eine Fläche von 6121,59 km². Beim Zensus 2010 betrug die Einwohnerzahl 19.010. Für das Jahr 2020 wurde eine Einwohnerzahl von 26.773 angenommen. Verwaltungssitz des Kantons ist die Ortschaft Taisha mit 1036 Einwohnern (Stand 2010).

## Lage
Der Kanton Taisha befindet sich im Nordosten der Provinz Morona Santiago. Der Kanton erstreckt sich über das der Cordillera de Kutukú östlich vorgelagerte Amazonastiefland. Der Río Pastaza verläuft entlang der nordöstlichen Kantonsgrenze in Richtung Südost. Der Südwesten wird über den Río Morona entwässert. Es gibt praktisch kein Straßennetz im Kanton. Der Hauptort Taisha verfügt über einen Flugplatz.
Der Kanton Taisha grenzt im äußersten Nordwesten an den Kanton Huamboya, im Nordosten an die Provinz Pastaza, im Süden an Peru, im Südwesten an den Kanton Tiwintza sowie im Westen an den Kanton Morona.

## Verwaltungsgliederung
Der Kanton Taisha ist in die Parroquia urbana („städtisches Kirchspiel“)
- Taisha

und in die Parroquias rurales („ländliches Kirchspiel“)
- Huasaga (Verwaltungssitz in Wampuik)
- Macuma
- Pumpuentsa
- Tuutinentza

gegliedert.

## Geschichte
Der Kanton Taisha wurde am 28. Juni 1996 eingerichtet.

## Bevölkerung
Etwa 95 Prozent der Bevölkerung gehören den indigenen Volksgruppen der Shuar und Achuar an.  Die Achuar verteilen sich auf die beiden östlichen Parroquias Huasaga und Pumpuentsa, die Shuar auf die Parroquias im Westen des Kantons.